# Іноземна участь у російсько-українській війні

Російська Федерація
Україна
Держави, що відправляли летальне військове обладнання Україні
Держави, що надсилали нелетальну військову допомогу Україні

24 лютого 2022 року Російська Федерація розпочала широкомасштабне вторгнення в Україну в умовах великої ескалації російсько-української війни, яка почалася в 2014 році.
Королівський об’єднаний інститут досліджень оборони та безпеки Сполученого Королівства визначив важливість розосередження українських сил, вогневої потужности України та запасів матеріальних засобів, доступних Україні перед обличчям вторгнення. Результати звіту Королівського інституту об'єднаних служб.
1. Російська армія значною мірою підпорядковується спецслужбам Росії (ФСБ, ГУСП[en], СЗР, ФСО, ГРУ)
2. Російська модель формування збройних сил нехтує сержантами
3. Існує культура посилення невдалих наказів, якщо ці накази безпосередньо не змінюються на вищих рівнях
4. Російська система заохочує культуру нечесного звітування
5. Російські процеси відрізнення друга від ворога є неадекватними, що призводить до братовбивства.

## Іноземні військові продажі та допомога

Російська Федерація
Україна
Держави, що надсилали Україні будь-яку допомогу, у тому числі гуманітарну

Хоча Україна не є членом НАТО і не має жодного військового альянсу зі Сполученими Штатами чи будь-якою країною НАТО, Кільський інститут відстежив 84,2 мільярда доларів із 40 країн і Європейського Союзу у фінансовій, гуманітарній та військовій сферах допомоги Україні з 24 січня по 3 серпня 2022 р. НАТО координує та допомагає державам-членам у наданні Україні військового обладнання та фінансової допомоги на мільярди доларів. Найбільше військової допомоги надали Сполучені Штати, надавши 19,3 млрд доларів США (лютий 2022-грудень 2022). Багато союзників по НАТО, такі як Німеччина і Швеція, змінили минулу політику проти надання наступальної військової допомоги для підтримки України. Європейський Союз вперше у своїй історії поставив летальну зброю та виділив Україні 3,1 млрд євро. Болгарія, великий виробник зброї радянського зразка, таємно поставила в Україну зброю та боєприпаси на понад 2 мільярди євро, включаючи третину боєприпасів, необхідних українській зброї на критичній ранній фазі вторгнення; Болгарія також постачає паливо і іноді покривала 40% потреб українських збройних сил у паливі.
З 2014 по 2021 роки Сполучене Королівство, США, ЄС і НАТО надавали Україні здебільшого військову допомогу несмертельного характеру. Смертоносна військова підтримка спочатку була обмеженою. США почали продавати зброю, включно з протитанковими ракетами Javelin, починаючи з 2018 року, а Україна погодилася придбати бойові безпілотники TB2 у Туреччини в 2019 році. Росія скупчила техніку та війська біля кордонів України у січні 2022 року. У відповідь США співпрацювали з іншими державами-членами НАТО, щоб передати Україні зброю, вироблену в США. Сполучене Королівство також почало постачати в Україну протитанкову зброю NLAW і Javelin. Після вторгнення країни-члени НАТО, включаючи Німеччину, погодилися постачати зброю, але НАТО як організація цього не зробила. НАТО та його члени також відмовилися надіслати війська в Україну або встановити заборонену для польотів зону, щоб це не спровокувало більш масштабну війну, рішення, дещо назване умиротворенням.

### Допомога шляхом вилучення з наявних запасів
26 лютого 2022 року державний секретар США Ентоні Блінкен оголосив про 350 дол мільйон на смертоносну військову допомогу, включаючи протитанкові та протиповітряні системи. Наступного дня ЄС заявив, що закупить 450 євро мільйонів (502 долари США мільйон) допомоги при смертельних наслідках і додатково 50 євро мільйонів ($56 мільйонів) нелетальних поставок для України, а Польща займається розподілом. За перший тиждень вторгнення країни НАТО поставили в Україну понад 17 тисяч одиниць протитанкової зброї; до середини березня кількість оцінювалась у понад 20 000. Трьома траншами, погодженими в лютому, березні та квітні 2022 року, Європейський Союз зобов’язався виділити 1,5 євро мільярдів для підтримки спроможности та стійкости Збройних Сил України та захисту українського цивільного населення, що входить до сфери діяльности Європейського фонду миру.
Станом на 11 квітня 2022 року США та їхні союзники передали Україні приблизно 25 тисяч одиниць протиповітряної та 60 тисяч протитанкової зброї. Повідомляється, що наступного дня Росія отримала протитанкові ракети та РПГ з Ірану, доставлені через таємні мережі через Ірак. 19 квітня 2022 року Румунія оголосила про заплановану реформу урядової постанови, яка регулює експорт військової зброї та продукції національної оборони, щоб забезпечити цю зброю не лише союзникам по НАТО, а й Україні. Міноборони розробило проєкт наказу, в якому вказано, що причиною такого рішення є агресія Росії проти України. Однак 27 квітня міністр оборони Василе Дінку заявив, що його план було припинено. 26 квітня 2022 року США скликали конференцію, на якій представники понад 40 країн  зустрілися на авіабазі Рамштайн, щоб обговорити військову підтримку України. 28 квітня 2022 року президент США Байден попросив у Конгресу додаткові 33 долари на допомогу Україні, у тому числі 20 дол мільярдів на забезпечення України зброєю. 5 травня прем'єр-міністр України Денис Шмигаль заявив, що Україна отримала понад 12 доларів зброї та фінансової допомоги від західних країн на мільярд із початку російського вторгнення 24 лютого. 10 травня Палата прийняла закон, який передбачав 40 дол мільярд нової допомоги Україні. Після схвалення закону Сенатом Байден підписав закон 21 травня.
30 травня 2022 року міністр закордонних справ Франції Катрін Колонна оголосила про надання Україні додаткових самохідних гаубичних комплексів CAESAR на шасі Renault Sherpa 5 6×6. 25 травня Головнокомандувач Збройних сил України Валерій Залужний повідомив, що перша партія вже на передовій веде боротьбу з окупантами. 10 червня ЗСУ продемонстрували бойові комплекси представникам преси; на той час українські стрільці мали 18 одиниць ЦЕЗАР. 31 травня 2022 року Білий дім повідомив пресу, що США постачатимуть Україні реактивні системи залпового вогню HIMARS. Деякі аналітики казали, що HIMARS може змінити правила гри у війні. Заступник міністра оборони з політичних питань Колін Кал заявив, що США зможуть надіслати більше систем у міру розвитку бойових дій.
10 червня 2022 року офіційний представник українських військових заявив, що вони використовують від 5000 до 6000 артилерійських снарядів на день, а потім використовуватимуть снаряди стандарту НАТО 155-го калібру, оскільки всі їхні гармати радянських часів були знищені. Чиновник сказав, що росіяни перетворили війну на артилерійську дуель, зосереджену на південному сході країни. 12 червня радник президента України опублікував у Twitter список озброєнь, які потрібні Україні для досягнення «паритету важких озброєнь». Топ-позицією стала «1000 гаубиць калібру 155 мм». Україна заявила, що їй достатньо 155 мм боєприпасів, але не вистачало артилерії для їх використання. За словами Oryxspioenkop, було обіцяно або поставлено лише 250 гаубиць. 13 червня кореспондент Deutsche Welle заявив, що українські запаси боєприпасів радянських часів вичерпані, і все, що вони мають, – це скорочуються запаси, отримані з дружніх колишніх радянських країн. У червні 2022 року Німеччина розсекретила список військової допомоги Україні. Станом на липень 2022 року CNN повідомляв про нещодавно розсекречену американською інформацією про те, що іранці передали російським військам бойові безпілотники Shahed 129.
Для 16 поставлених США систем HIMARS в Україну (2 серпня 2022 року) США надали більше боєприпасів (додаткові ракетні блоки HIMARS щомісячними платежами, а також більше 155-мм гаубичних снарядів) вартістю 550 мільйонів доларів США для 17-го Президентський пакет скорочень. Було оприлюднено 18-й пакет президентських скорочень (8 серпня 2022 року) на суму 1 мільярд доларів США, включаючи додаткові ракетні блоки HIMARS, 75 000 артилерійських боєприпасів калібру 155 мм, 20 120-мм мінометних систем і 20 000 снарядів до 120-мм мінометів, National Advanced Land-Air Ракетні системи (NASAMS), 1000 Javelin і сотні протитанкової зброї AT4, 50 броньованих медичних машин, міни Claymore, вибухові речовини C4 та медичне приладдя. 19-й пакет скорочень президента США (19 серпня 2022 року) складав пакет на 775 мільйонів доларів США, який включав додаткові ракетні блоки HIMARS, 16 105-мм гаубиць із 36 000 артилерійськими снарядами (це доповнює минулі внески Великої Британії щодо 105-мм гаубиць), 1000 протиброньових Javelin, 2000 протиброньові снаряди для шведської безвідкатної рушниці Carl Gustaf калібру 8,4 см, 1500 протитанкових ракет з трубним пуском, оптичним відстеженням і дротовим наведенням (BGM-71 TOW), додатковий повітряний пуск AGM-88 HARM протирадіаційні ракети, які базуються на радіолокаційних майданчиках, 15 БПЛА ScanEagle (для наведення української артилерії), 40 мінно-ціпових машин для розмінування полів, 50 HMMWV, тактичні захищені системи зв’язку, підривні боєприпаси, прилади нічного бачення, тепловізійні системи, оптика, та лазерні далекоміри. Пакети з 2021 року становили 10,7 мільярда доларів США до 19 серпня 2022 року.
У вересні 2022 року через Польщу в Україну переправили 800 бойових безпілотників виробництва тайванської DronesVision. У листопаді 2022 року Сполучене Королівство оголосило про передачу Україні трьох колишніх кораблів Королівського флоту та Королівських військово-повітряних сил Sea King.
Інститут вивчення війни оцінив, що потреба в західних поставках була очевидною в червні 2022 року, і що, якби тоді були взяті зобов’язання та здійснена підготовка до доставки, Україна була б готова розгорнути техніку в листопаді або грудні 2022 р. Західні країни взяли на себе зобов’язання поставити танки в січні 2023 р. Україна не змогла скористатися виснаженням російської армії та дезорганізацією після успішних контрнаступів у Харкові та Херсоні наприкінці 2022 р., значною мірою через необхідність збереження обмежених запасів радянської техніки та відсутність очікування західної заміни. Ця затримка дозволила Росії реорганізувати та посилити свої збройні сили, потенційно продовживши війну.

### Пакет безпеки України
24 серпня 2022 року президент США Байден оголосив про допомогу Україні на довгострокові потреби на суму $3 млрд, що є найбільшим пакетом допомоги з початку російського вторгнення. Гроші були виділені з джерела фінансування Конгресу (Ініціатива сприяння безпеці України — USAI), щоб дозволити уряду США закуповувати зброю в промисловості, включаючи підрозділи протиповітряної оборони NASAMS, безпілотні літальні апарати Puma та ракети для боротьби з дронами Vampire. Станом на листопад 2022 року контракт з Vampire ще не був випущений, а поставка в Україну – після середини 2023 року. Довгострокові поставки матеріальної техніки включатимуть шість додаткових одиниць протиповітряної оборони NASAMS та їх супутні раунди (загалом вісім одиниць); до 245 000 155-мм гаубичних снарядів; до 65 000 мінометних снарядів калібру 120 мм; до 24 контрбатарейних радарів, а також супутнє навчання, технічне обслуговування та забезпечення. Станом на 24 серпня 2022 року допомога США з січня 2021 року перевищила $13,5 млрд. До серпня 2022 року Велика Британія надала військову допомогу на суму 2,3 мільярда фунтів стерлінгів (2,8 мільярда доларів). Це включало три реактивні системи залпового вогню M270, близько 5000 протитанкових ракет NLAW, «сотні» ракет Brimstone, 120 броньованих машин, включаючи захищені патрульні машини «Мастіф», і важкі дрони. Крім того, 10 000 українських військових пройшли інтенсивний 120-денний курс піхотної підготовки на чотирьох базах у Британії, який проводила багатонаціональна команда інструкторів.
8 вересня 2022 року держсекретар США Блінкен оголосив про надання Україні та вісімнадцяти партнерам оборонно-промислової бази допомоги у розмірі 2 мільярдів доларів. Крім того, на зустрічі Контактної групи з питань оборони України в Німеччині міністр оборони США Остін оголосив про 20-й пакет скорочення — до 675 мільйонів доларів США для військової допомоги Україні, а також про обговорення ініціатив щодо відповідних промислових баз Контактної групи з питань оборони, щоб захистити суверенну територію України надовго. 28 вересня Вільям Лаплант, заступник міністра оборони США з питань придбання та забезпечення (USD (A&amp;S), зустрівся в Брюсселі з 40 колегами в Контактній групі з питань оборони України. На порядку денному була ідентифікація промислових постачальників запасних матеріалів, таких як стволи гармат, шарикопідшипники, сталеві корпуси та мікрочипи, без яких існуюча військова допомога з часом перестане функціонувати через інтенсивне використання на полі бою. Пізніше Лаплант зазначив, що політика «взаємосумісности, але взаємозамінности, з кількома заводами в кількох країнах, які виробляють ідентичні вироби» матиме стримуючий ефект як для супротивників цих країн, так і для супротивників України. Постачальники зброї зі Східної Європи також озброювали Україну за допомогою Ukraine Defense Contacts. 15 вересня 2022 року президент США Байден оголосив про свій 21-й пакет скорочення військової допомоги Україні на суму 600 мільйонів доларів у світлі слобожанського контрнаступу в 2022 році. 28 вересня 2022 року Міністерство оборони США оголосило про пакет USAI (Ukraine Security Assistance Initiative) вартістю до 1,1 мільярда доларів США, який передбачає придбання 18 додаткових систем HIMARS та пов’язаних із ними ракет у постачальників у майбутньому. Станом на 28 вересня в Україні перебували на озброєнні 16 систем HIMARS, отриманих від США, і ще 10 еквівалентних систем від союзників. Цей пакет USAI також мав включати 150 Humvee ( HMMWV), 150 тактичних транспортних засобів, 20 багатофункціональних радарів, обладнання для знешкодження вибухових боєприпасів, бронежилети та тактичні системи безпечного зв’язку, системи спостереження та оптику. Навчання українських військ, технічне обслуговування та забезпечення були включені в цей довгостроковий пакет, загальна сума якого склала 16,2 мільярда доларів допомоги з початку вторгнення у 2022 році.

### Пропозиція щодо Київського договору безпеки
У вересні 2022 року колишній генеральний секретар НАТО Андерс Фог Расмуссен передав президенту Володимиру Зеленському пропозицію щодо довготривалого Київського договору безпеки щодо юридично зобов’язуючих гарантій безпеки для України від коаліції західних країн, щоб зміцнити її здатність відбивати російські атаки шляхом масштабних спільне навчання, надання передових систем оборонного озброєння та підтримка розвитку власної оборонно-промислової бази країни.

### Ленд-ліз для України
1 жовтня 2022 року для України набув чинности ленд-ліз. У Пентагоні розглядається пропозиція щодо надання допомоги США у сфері безпеки в рамках EUCOM. Цей план мав би систематизувати послуги, які наразі надаються Україні на тимчасовій основі, і забезпечив би довгостроковий інструмент для протидії російським планам згідно з положеннями закону про ленд-ліз, а також для координації допомоги Альянсу для оборони України з українськими запитами. в єдиній точці контакту у Вісбадені, Німеччина.
4 жовтня 2022 року 22-ге президентське вилучення зі запасів США в Україну, 625 мільйонів доларів США на безпекову допомогу, включало спеціальний пакет: ще 4 системи HIMARS та пов’язані з ними ракети; ще 16 155-мм гаубиць M777 і 75 000 155-мм снарядів; 500 високоточних 155-мм пострілів M982 Excalibur; 1000 155-мм пострілів дистанційних протиброньових мінних систем; ще 16 105-мм гаубиць М119; 30 000 120 мм мінометних снарядів; 200 протимінно-захищених машин ( MRAP ); 200 000 патронів до стрілецької зброї; і шахти Клеймор. Пакет відповідає поточним показникам споживання боєприпасів українцями під час останніх наступальних дій; За словами Лори Купер, заступника помічника міністра оборони США, очікується додаткова допомога. Наразі безпекова допомога Україні склала 16,8 мільярда доларів.
14 жовтня 2022 року під час 23-го президентського вилучення із запасів США Україні було надано 725 мільйонів доларів допомоги у сфері безпеки, включаючи додаткові раунди для ракетно-артилерійських систем високої мобільности (HIMARS); 23 000 155-мм гаубичних снарядів; 500 високоточних 155-мм артилерійських снарядів; 5000 155-мм снарядів дистанційних протиброньових мін (RAAM); 5000 одиниць протитанкової зброї; Високошвидкісні протирадіаційні ракети (HARMs); понад 200 багатоцільових колісних транспортних засобів високої мобільности (HMMWV); стрілецьку зброю та понад 2 000 000 боєприпасів до стрілецької зброї; та медичне приладдя. Поки що з січня 2021 року безпекова допомога Україні склала 18,2 мільярда доларів.
17 жовтня 2022 року Європейський Союз схвалив 500 мільйонів євро (486 мільйонів доларів) на озброєння для України та дворічну навчальну місію під командуванням віце-адмірала Ерве Блежана (Франція) спочатку для 15 000 українських військових. Навчання на «індивідуальному, колективному та спеціалізованому» рівнях проводитиметься в Німеччині та Польщі та буде відкритим також для інших країн. Запланована вартість навчання становитиме майже 107 мільйонів євро.

### Допомога у створенні системи протиракетної оборони
ПРО України надходила по частинах;  у Брюсселі 12 жовтня 2022 року генерал армії США Марк Міллі запропонував Контактній групі з питань оборони України, щоб союзники України «взяли участь, щоб допомогти Україні відновити та підтримувати інтегровану повітряну та ракетну систему система оборони» з наданих засобів системи протиповітряної і протиракетної оборони. Зокрема, Україні потрібно буде об’єднати та інтегрувати свої наявні військові засоби та радари з «системами командування, управління та зв’язку».
28 жовтня 2022 року Пентагон оголосив про 24-е президентське скорочення матеріальних засобів на суму 275 мільйонів доларів США; безпекова допомога Україні з січня 2021 року склала $18,5 млрд. Допомога включала 500 високоточних 155-мм артилерійських снарядів Excalibur, 2000 155-мм дистанційних протитанкових мінних систем, понад 1300 одиниць протитанкової зброї, понад 2,75 мільйона боєприпасів до стрілецької зброї, більше ракет HIMARS, 125 Humvee та чотири супутникові засоби зв’язку. антен для систем управління та управління України, а також підготовка до роботи підрозділів NASAMS. Два блоки NASAMS прибули в Україну 7 листопада 2022 року.

### Група безпекового сприяння Україні (SAG-U)
Станом на 21 липня 2022 року Центр управління EUCOM в Україні/Міжнародний координаційний центр донорів (ECCU/IDCC), сформований у березні 2022 року, навчив 1500 військовослужбовців Збройних Сил України на обладнанні, наданому коаліцією. Станом на 4 листопада 2022 року поставки обладнання та навчальні заходи Контактної групи по Україні стали достатньо повторюваними, щоб систематизувати їх у Групі безпекового сприяння Україні (SAG- U), що базується у Вісбадені, Німеччина.
4 листопада 2022 року Пентагон оголосив про пакет допомоги USAI у розмірі 400 мільйонів доларів США для модернізації 45 танків Т-72 із Чеської Республіки з «передовою оптикою, засобами зв’язку та бронею»; крім того, у пакеті були 1100 тактичних безпілотних літальних комплексів (БПЛА) Phoenix Ghost і «40 броньованих річкових катерів». Загальна додаткова допомога склала ще 90 Т-72 до кінця 2022 року, а також 250 броньованих машин безпеки M1117, які були вперше поставлені, а також відремонтовані ракети HAWK з Чеської Республіки, які будуть використовуватися на пускових установках HAWK з Іспанії. 10 листопада було уточнено оголошення про допомогу в розмірі 400 мільйонів доларів: Україні вперше надано 4 ППО AN/TWQ-1 Avengers на базі Stinger для протидії іранським безпілотникам, а також додаткові ракети HIMARS, 10 000 мінометних снарядів., тисячі 155-мм гаубичних снарядів, 400 гранатометів, 100 Humvee, 20 мільйонів патронів до стрілецької зброї та спорядження для холодної погоди. Наразі 20 пускових установок HIMARS, взятих із запасів США, все ще знаходяться в експлуатації; Польща та інші країни вже надали сотні Т-72; з січня 2021 року безпекова допомога USAI Україні склала 18,9 мільярдів доларів.
15 листопада 2022 року Адміністративно-бюджетне управління Білого дому США звернулося до Конгресу з проханням виділити додаткові 38 мільярдів доларів у 2023 фінансовому році на допомогу Україні. Запит на додаткове фінансування включав 21,7 мільярда доларів на допомогу у сфері безпеки, 14,5 мільярда доларів із джерел Державного департаменту США та джерел USAID, які будуть надані уряду України, гуманітарну допомогу та глобальну продовольчу безпеку, а також запит на 900 мільйонів доларів для Департаменту охорони здоров’я та соціальних служб. Послуги, які «надають стандартні медичні та допоміжні послуги українським умовно-достроково звільненим»; крім того, запит Міністерства енергетики на суму 626 мільйонів доларів допоможе забезпечити ядерну безпеку на Запорізькій електростанції. Крім того, Білий дім США просить Конгрес надати 7 мільярдів доларів додаткових президентських повноважень звільнити від існуючого військового обладнання Міністерства оборони. Якщо Конгрес задовольнить цей четвертий запит, загальна допомога Україні становитиме 104 мільярди доларів менш ніж за рік.
17 листопада 2022 року повідомлялося, що Ізраїль схвалив передачу систем озброєнь із ізраїльськими частинами через країни НАТО, включаючи Великобританію. До них належать передові системи керування вогнем та електрооптичні системи. Також було домовлено закупити стратегічні матеріали для Збройних сил України.
23 листопада 2022 року Пентагон оголосив про свій 26-й пакет допомоги на суму до 400 мільйонів доларів США. Допомога складалася з більшої кількости ракет HIMARS, більшої кількости високошвидкісних протирадіаційних ракет (AGM-88 HARMs), 200 високоточних 155-мм артилерійських снарядів M982 Excalibur, 150 важких кулеметів для збивання безпілотників, додаткових ракет NASAMS для протиповітряної оборони, 150 Humvee, понад 100 додаткових легких тактичних машин, понад 200 електрогенераторів, 20 мільйонів патронів до стрілецької зброї та запчастини до 105-мм гаубиць.
9 грудня 2022 року Пентагон оголосив, що президент США санкціонував 27-й пакет допомоги Україні в розмірі до 275 мільйонів доларів на додаткові ракети HIMARS, 80 000 155-мм артилерійських снарядів, протидії безпілотним літальним системам (проти-БПЛА), протиповітряній обороні, HMMWV (Humvees) Машини швидкої допомоги та медичне обладнання, майже 150 генераторів та польове обладнання.
21 грудня 2022 року Ентоні Блінкен з Державного департаменту США оголосив про 28-ме вилучення допомоги для України, пакет на 1 мільярд доларів, що складається з ракетної батареї Patriot ; Крім того, Пентагон оголосив про виділення 850 мільйонів доларів допомоги Україні в рамках своєї Ініціативи сприяння безпеці України. Навчання використанню цих ракет Patriot буде необхідним для українських військ. Матеріальне забезпечення також включало комплекти JDAM для високоточних авіаційних боєприпасів. Додаткова допомога від скорочення включала: додаткові боєприпаси для високомобільних артилерійських ракетних систем HIMARS; 500 високоточних 155-мм артилерійських снарядів; 10 120-мм мінометних систем і 10 000 120-мм мінометних снарядів; 10 82-мм мінометних систем; 10 мінометних систем калібру 60 мм; 37 транспортних засобів Cougar Mine Resistant Ambush Protected (MRAP); 120 багатоцільових колісних транспортних засобів високої мобільности (HMMWV); Шість броньованих легкових вантажівок; Швидкісні протирадіаційні ракети; 2700 гранатометів і стрілецької зброї; протипіхотні боєприпаси Claymore; Підривні боєприпаси та обладнання; Прилади нічного бачення та оптика; Тактичні захищені системи зв'язку; і Бронежилети та інше польове спорядження. USAI (з промислових, а не із запасів Міністерства оборони) становитиме: 45 000 артилерійських снарядів калібру 152 мм; 20 000 артилерійських снарядів калібру 122 мм; 50 000 122-мм ракет ГРАД; 100 000 патронів до 125-мм танкових боєприпасів; і термінали та послуги супутникового зв'язку; Фінансування навчання, обслуговування та підтримки.
6 січня 2023 року канцлер Шольц і президент Байден оголосили про надання бойових броньованих машин Marder і Bradley з Німеччини та США відповідно; Президент Макрон оголосив про надання Францією бойових броньованих машин AMX-10 RC двома днями раніше. Близько 50 бойових машин Bradley були в пакеті скорочення США; кілька десятків AMX-10 були доступні з Франції. 29-е виведення США склало 2,85 мільярда доларів допомоги; крім того, пакет допомоги США передбачав 200 мільйонів доларів зовнішнього військового фінансування для України. Пакет Бредлі включав 50 MRAP, 138 Humvee, 500 ракет TOW і 250 000 патронів калібру 25 мм. США також оголосили про надання вперше 18 самохідних 155-мм гаубиць Paladin, а також 100 додаткових бронетранспортерів M113 і 70 000 додаткових 155-мм гаубичних снарядів. Пакет включав 4000 ракет Zuni, які будуть запускатися з українських літаків, а також ракети RIM-7, модифіковані для стрільби з українських пускових установок "Бук". Шольц також повідомив, що в Україну поїде німецька ракетна батарея Patriot (пакет на мільярд доларів), а також 40 машин Marder. 17 січня 2023 року прем'єр-міністр Нідерландів Марк Рютте оголосив, що відправить в Україну батарею ракет Patriot, третю батарею такого типу.

### Швейцарські блоки щодо військового експорту в Україну
У середині 2022 року Швейцарія наклала вето на прохання Данії відправити в Україну швейцарські бронемашини Piranha III. Швейцарія вимагає від країн, які купують швейцарську зброю, запитувати дозвіл на її реекспорт. Швейцарія також наклала вето на численні запити Німеччини надати Україні танкові боєприпаси. Швейцарія також наклала вето на запити Польщі, Іспанії та інших країн.

### Додаткове військове забезпечення України
11 січня 2023 року Польща оголосила, що надасть Україні роту з 12 танків Leopard 2; 14 січня 2023 року Сполучене Королівство оголосило, що передасть Україні 14 танків Challenger 2. Генерал-лейтенант (у відставці) Бен Годжес оцінив внески до січня 2023 року як еквівалент бронетанкової бригади. Годжес прогнозує, що метою є танкова дивізія; допомога 11 січня складалася з 26 чеських самохідних гаубиць Dana M2, 18 американських самохідних гаубиць Paladin, 30 британських самохідних гармат AS-90, кількох десятків французьких AMX-10 RC броньовані розвідувальні машини, 40 німецьких бойових машин піхоти Marder (БМП), 50 американських БМП Bradley, вищезгадані 14 танків Challenger 2 і 12 танків Leopard 2, а також 90 танків Т-72 для посилення танків, які Україна вже має. 18–20 січня 2023 року в Рамштайні, Німеччина, відбулося восьме засідання контактної групи з питань оборони України, на якому було представлено нового міністра оборони Німеччини. Дев'ять країн пообіцяли підтримку:
- Канада: «200 канадських БТР в Україну»; Національна вдосконалена зенітно-ракетна система (NASAMS), 39 інших броньованих машин підтримки; різні протитанкові засоби, гаубиці M777. (посідає 5-е місце за обсягом техніки після Польщі, Німеччини, Сполученого Королівства та США)[130]
- Чехія: збільшення промислового виробництва боєприпасів великого калібру, гаубиць і бронетранспортерів[127]
- Данія: навчання українських військових на суму €600 млн (євро)[127]
- Естонія: десятки 155-мм FH-70 і 122 гаубиці Д-30 мм; тисячі 155-мм артилерійських снарядів із засобами підтримки; сотні протитанкових гранатометів Carl-Gustaf M2 з боєприпасами (вартість 113 мільйонів євро); навчання для українських військових[127]
- Латвія: десятки ПЗРК "Стінгери"; два гелікоптери М-17; десятки БПЛА; запчастини до гаубиць М109 ; навчання 2000 українських військових[127]
- Литва: пакет підтримки вартістю 125 мільйонів євро; два гелікоптери Мі-8 (85 млн євро); контрдрони, оптика, термовізуальні прилади та дрони (40 млн євро); Пожертвування в Міжнародний фонд важкого озброєння Великої Британії (2 мільйони євро)[127]
- Польща: зенітні установки С-60 із 70 тис. боєприпасів; вже передано 42 БМП; навчальні пакети для двох механізованих батальйонів; детальніше 155-мм гаубиці Краб та різні види боєприпасів[127]
- Словаччина: збільшити виробництво гаубиць, обладнання для розмінування та боєприпасів; навчання для українських військових[127]
- Найбільший пакет допомоги Великобританії наразі включає 14 танків Challenger 2, 30 самохідних гармат AS-90, бронетранспортери Bulldog, руйнівники, мостоукладальники, десятки безпілотників, 100 000 артилерійських снарядів, більше ракет ППО Starstreak, більше боєприпасів GMLRS, 600 протитанкових боєприпасів «Брімстоун » та тренування українських військових з використання цієї техніки.[131]
- Додатковий внесок США, як було оголошено 19 січня 2023 року: додаткова допомога на 2,5 мільярда доларів — 90 бронетранспортерів Stryker (оголошено вперше), ще 59 БМП Bradley (для понад 109 БМП у січні 2023 р.), а також
  - Більше ракет для національних передових зенітно-ракетних систем (NASAMS); °Вісім систем ППО AN/TWQ-1 Avenger; °295 000 25-мм снарядів для БМП Bradley; °53 MRAP; °350 HMMWV; °20 000 артилерійських снарядів калібру 155 мм; °600 високоточні керовані боєприпаси; °95 000 105-мм артилерійських снарядів; °11 800 120-мм мінометних снарядів; °додатковий GMLRS (для HIMARS); °12 транспортних засобів забезпечення боєприпасами; °6 командно-штабні машини; °22 тактичні машини для буксирування зброї; °додаткові високошвидкісні протирадіаційні ракети (HARMs); °2000 протитанкових ракет; °Більше 3 мільйонів патронів до стрілецької зброї; °Розривне обладнання для очищення перешкод; °Клейморські шахти; °Прилади нічного бачення; °Запасні частини та інше польове обладнання[125][132][133]

31 січня 2023 року агентство Reuters повідомило, що понад 400 мільйонів доларів США було виділено матеріально-технічним забезпеченням (офіційно оголошено в п’ятницю, 3 лютого 2023 року), у тому числі:
- допоміжне обладнання систем ППО Patriot,
- високоточні керовані боєприпаси та
- Протитанкова зброя Javelin

3 лютого 2023 року USAI (Ініціатива сприяння безпеці в Україні), пакет матеріальних засобів на суму до 1,725 мільярда доларів США включав нову зброю, наземну бомбу малого діаметру (GLSDB). GLSDB було запропоновано для України в листопаді 2022 року. Оскільки пакет 2,17 мільярда доларів США включає компонент USAI, цей компонент USAI доступний не відразу. До допомоги входять дві вогневі установки протиповітряної оборони HAWK, зенітні установки, системи протидії безпілотників і безпілотники Puma.

### Додаткові танки для України
Маневрова війна є альтернативою війні на виснаження в січні 2022 року під час вторгнення в Україну, і бойові танки можуть використовувати цю стратегію. Хоча Польща та Фінляндія окремо погодилися надіслати Україні по 12 танків Leopard 2 кожна, Німеччина повинна була погодитися на їх передачу. Держсекретар США Остін зустрівся з міністром оборони Німеччини Пісторіусом щодо забезпечення танків Leopard 2 для України. З 22 січня 2023 року Німеччина не блокуватиме експорт танків Leopard 2 іншими країнами контактної групи.
20 січня 2023 року Нідерланди запропонували F-16, а також Leopard 2. Пропозиції залежать від взаємної згоди кількох країн; Німеччина не буде блокувати експорт Leopard 2s (Польщею, Фінляндією, Данією, Нідерландами) в Україну. Польща попросила дозволу на експорт Leopard 2 в Україну. 25 січня 2023 року США погодилися відправити танки в Україну під егідою Ініціативи сприяння безпеці України (USAI) у пакеті на 400 мільйонів доларів; 31 танк M1 Abrams (весь український танковий батальйон) і 8 аварійно-рятувальних машин M88 (для порятунку танків, що застрягли) не прибудуть в Україну місяцями. Німеччина також погодилася надіслати в Україну більше десятка Leopard 2 і підтримає пожертву боєприпасами та навчанням у Німеччині. Німеччина погодилася схвалити реекспорт Leopard 2 з інших країн в Україну. Мета – відправити в Україну 80 Leopard 2. Станом на 25 січня 2023 року список країн, які бажають надіслати танки в Україну, розширився (Франція — Leclercs, Сполучене Королівство — 14 Challenger 2, США — 31 Abrams M1A2, Канада — 4 Leopard 2, Німеччина — 112 Leopard 2 (зрештою 2 батальйони (близько 88 танків) плюс 14 2A6 відразу), Польща — 14 Leopard 2A4, Фінляндія — 14 Leopard 2 A4/A6, Данія — 6 Leopard 2A5/A7, Нідерланди — 18 Leopard 2A6, Норвегія — 8 Leopard 2A4, Португалія — 4 Leopard 2A6, Іспанія — 20-53 Leopard 2A4 (20 у хорошому стані, решта потребують ремонту) відповідно).

## Іноземна військова участь
Незважаючи на те, що НАТО та ЄС публічно прийняли сувору політику «без чобіт на землі» в Україні, Сполучені Штати значно збільшили таємну участь військових спецоперацій та оперативників ЦРУ на підтримку українських сил з початку вторгнення. Крім того, Україна активно шукає волонтерів з інших країн. 1 березня Україна тимчасово скасувала візовий режим для іноземних добровольців, які хотіли приєднатися до боротьби проти російських військ. Такий крок стався після того, як Зеленський створив Інтернаціональний легіон територіальної оборони України та закликав добровольців «долучатися до захисту України, Європи та світу». США також допомагали Україні у військовому плануванні, включно з контрнаступальними варіантами військових ігор.
Міністр закордонних справ України Дмитро Кулеба заявив, що станом на 6 березня добровольцями зголосилися воювати близько 20 тисяч іноземних громадян з 52 країн. Більшість цих добровольців вступили до новоствореного Інтернаціонального легіону територіальної оборони України. 9 червня "ДНР" засудила до розстрілу трьох іноземних добровольців. Двоє з них були громадянами Великої Британії, а один – марокканцем. Пізніше в'язнів-іноземців звільнили.
3 березня речник Міноборони Росії Ігор Конашенков попередив, що найманці не мають права на захист за Женевськими конвенціями, а захоплені іноземні бойовики не будуть вважатися військовополоненими, а переслідуватимуться як злочинці. Хоча незабаром після цього, 11 березня, Москва оголосила, що 16 000 добровольців з Близького Сходу готові приєднатися до інших проросійських іноземних бойовиків разом із сепаратистами Донбасу. На відео, опублікованому в мережі, видно, як озброєні воєнізовані формування Центральної Африки готуються воювати в Україні з російськими військами.
21 жовтня в прес-релізі Білого дому стверджувалося, що іранські війська перебувають у Криму та допомагають Росії атакувати безпілотників цивільних осіб та цивільну інфраструктуру. 24 листопада українські офіційні особи заявили, що військові вбили десятьох іранців і будуть націлюватися на подальшу військову присутність Ірану в Україні.

## Іноземні санкції
Країни Заходу та інші країни запровадили обмежені санкції проти Росії, коли вона визнала Донбас незалежною державою. Коли почалася атака, багато інших країн застосували санкції, спрямовані на знищення російської економіки. Санкції стосувалися фізичних осіб, банків, компаній, валютних обмінів, банківських переказів, експорту та імпорту. Санкції позбавили великих російських банків доступу до SWIFT, глобальної мережі обміну повідомленнями для міжнародних платежів, але залишили певний обмежений доступ для забезпечення подальшої спроможности оплачувати постачання газу. Санкції також включали заморожування активів російського Центрального банку, який зберігає 630 доларів мільярдів валютних резервів, щоб запобігти компенсації впливу санкцій і заморозили газопровід «Північний потік-2». Станом на 1 березня загальні російські активи, заморожені санкціями, становили 1 долар трильйон.

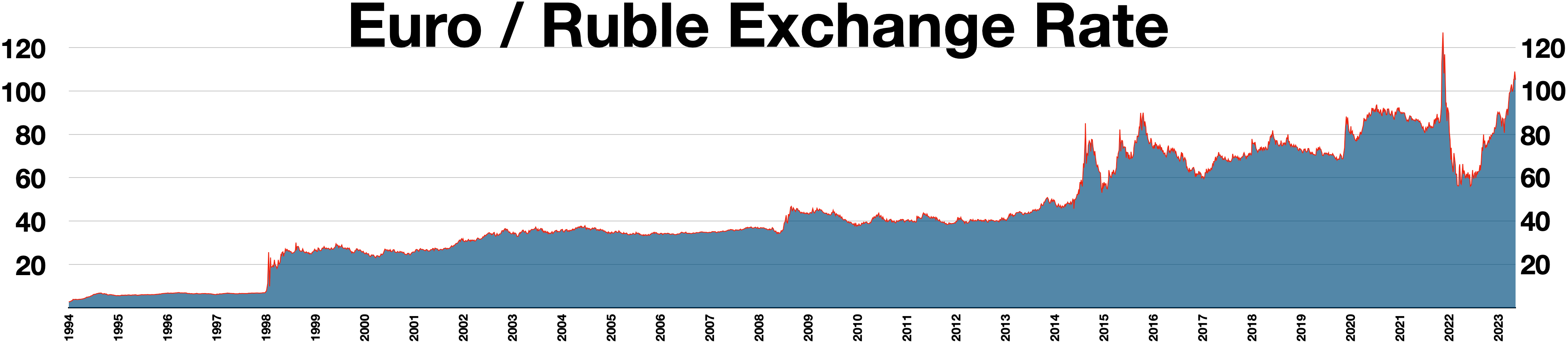
Курс євро / рубль (рублів за євро)

Крісталіна Георгієва, директор-розпорядник Міжнародного валютного фонду (МВФ), попередила, що конфлікт становить значний економічний ризик як на регіональному, так і на міжнародному рівнях. За її словами, МВФ міг би допомогти іншим постраждалим країнам, крім 2,2 дол мільярдний пакет кредитів для України. Девід Малпасс, президент Групи Світового банку, попередив про далекосяжні економічні та соціальні наслідки та повідомив, що банк готує варіанти значної економічної та фіскальної підтримки України та регіону.

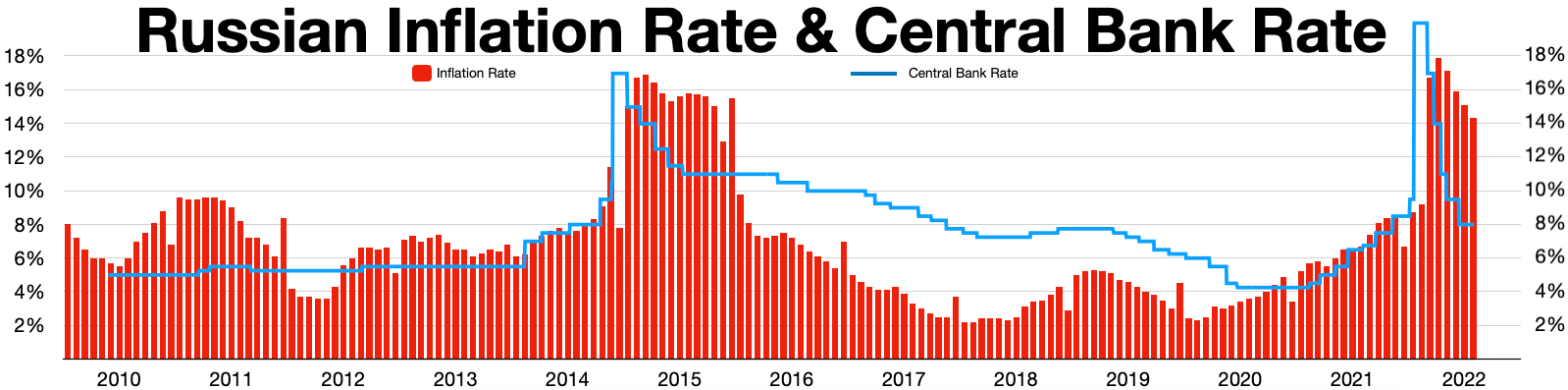
Рівень інфляції в Росії

Економічні санкції вплинули на Росію з першого дня вторгнення, її фондовий ринок впав на 39% (індекс РТС). Російський рубль рекордно впав, і росіяни кинулися обмінювати валюту. Фондові біржі в Москві та Санкт-Петербурзі закрилися принаймні до 18 березня, що стало найтривалішим закриттям в історії Росії. 26 лютого рейтингове агентство S&P Global Ratings знизило кредитний рейтинг російського уряду до «сміттєвого», що призвело до того, що фонди, яким потрібні облігації інвестиційного рівня, викинули російський борг, що ускладнило подальше запозичення для Росії. 11 квітня S&P Global оголосило Росії "вибірковий дефолт" за її зовнішнім боргом через те, що вона наполягала на платежах у рублях. Десятки корпорацій, включаючи Unilever, McDonald's, Coca-Cola, Starbucks, Hermès, Chanel і Prada, припинили торгівлю в Росії.
Мирні переговори та стабільність міжнародних кордонів обговорювалися протягом тижня 9 травня як у Швеції, так і у Фінляндії, коли їхні парламенти подали заявки на набуття повноправного членства в НАТО.

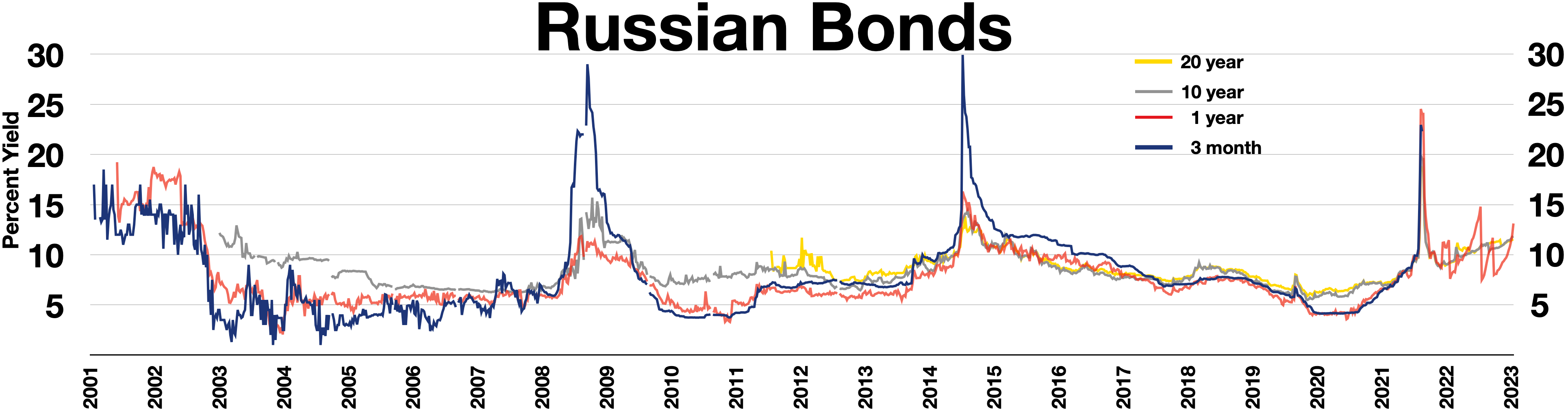
Російські облігації, для приборкання інфляції під час їхніх воєн (російсько-грузинська війна, російсько-українська війна)

24 березня адміністрація Джо Байдена видала розпорядження, яке забороняло продаж російських золотих запасів громадянам США; інші лідери G7 вжили аналогічних заходів. Золото було одним із основних способів Росії захистити свою економіку від впливу санкцій, запроваджених після анексії Криму в 2014 році. У квітні 2022 року Росія забезпечила 45% імпорту природного газу в ЄС, заробивши 900 доларів мільйонів на день. Росія є найбільшим у світі експортером природного газу, зерна та добрив, а також серед найбільших у світі постачальників сирої нафти, вугілля, сталі та металів, включаючи паладій, платину, золото, кобальт, нікель та алюміній.
У травні 2022 року Єврокомісія запропонувала заборонити імпорт нафти з Росії. Оскільки європейські політики вирішили замінити російський імпорт викопного палива імпортом інших видів викопного палива та європейським виробництвом вугілля, а також через те, що Росія є «ключовим постачальником» матеріалів, які використовуються для «технологій чистої енергії», реакція на війну також може мати загальний негативний вплив на кліматичні викиди. Через санкції, накладені на Росію, Москва тепер намагається отримати вигоду на альтернативних торговельних шляхах, оскільки країна практично зламала всі логістичні коридори для торгівлі.
Газова суперечка між Росією та ЄС спалахнула в березні 2022 року. 14 червня російський «Газпром» оголосив, що скоротить потік газу через газопровід «Північний потік-1» через, як він стверджував, неспроможність «Siemens» повернути вчасно компресорні агрегати, які були відправлені на ремонт до Канади. Пояснення було оскаржено енергетичним регулятором Німеччини.

Держави, які запровадили санкції проти Росії та Білорусі

17 червня президент Путін говорив перед інвесторами на Петербурзькому міжнародному економічному форумі про економічні санкції, заявивши, що «економічний бліцкриґ проти Росії не мав шансів на успіх із самого початку». Крім того, він заявив, що санкції зашкодять країнам, які їх запроваджують, більше, ніж Росії, назвавши обмеження «божевільними та необдуманими». Він сказав інвесторам: «Інвестуйте сюди. У власному домі безпечніше. Ті, хто не хотів цього слухати, втратили мільйони за кордоном».
У відповідь на російське вторгнення в Україну Естонія прибрала пам’ятник радянських часів із площі в Нарві. Після його знесення Естонія зазнала «наймасштабнішої кібератаки» з часів кібератак на Естонію у 2007 році.
25 серпня 2022 року президент Зеленський подякував президенту Байдену за пакет допомоги USAI у сфері безпеки на 3 мільярди доларів (24 серпня 2022 року), а також пакет фінансової допомоги Світового банку Україні на 3 мільярди доларів. 2 вересня президент Байден запросив у Конгресу 13,7 мільярда доларів «на обладнання, розвідувальну підтримку та пряму бюджетну підтримку» Україні.

## Іноземний осуд і протест

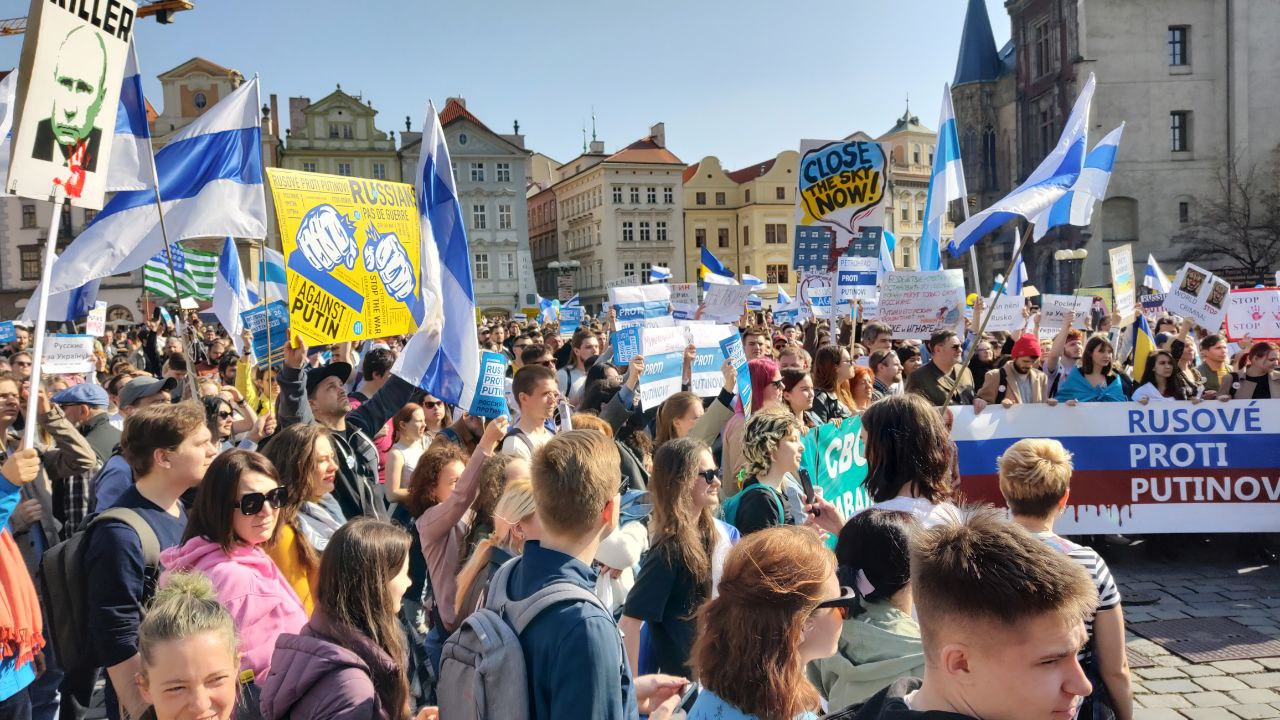
Акція протесту росіян Чехії проти війни в Україні, 26 березня 2022 року

Вторгнення викликало широке міжнародне засудження, а протести відбулися по всьому світу. 2 березня Генеральна Асамблея ООН ухвалила резолюцію ES-11/1 Генеральної Асамблеї ООН, яка засудила вторгнення та вимагала повного виведення російських військ. Міжнародний суд зобов'язав Росію призупинити військові операції, а Рада Європи виключила Росію. Багато країн запровадили санкції проти Росії, які вплинули на економіку Росії та світу та надали гуманітарну та військову допомогу Україні. Міжнародний кримінальний суд відкрив розслідування злочинів проти людяности в Україні з 2013 року, а також військових злочинів під час вторгнення 2022 року.

## Подальше читання
- Derix, Steven (2022). Zelensky: Ukraine's President and His Country. Canbury. ASIN B0B24B6HP3.
- D'Anieri, Paul (31 жовтня 2019). Ukraine and Russia: From Civilized Divorce to Uncivil War. Cambridge University Press. ISBN 978-1-108-48609-5 — через Google Books.
- Marples, David R., ред. (2022). The War in Ukraine's Donbas: Origins, Contexts, and the Future. Central European University Press. ISBN 978-9633865972.
- Menon, Rajan; Rumer, Eugene B. (6 лютого 2015). Conflict in Ukraine: The Unwinding of the Post-Cold War Order. MIT Press. ISBN 978-0-262-53629-5. OCLC 1029335958 — через Google Books.
- Schwirtz, Michael; Troianovski, Anton; Al-Hlou, Yousur; Froliak, Masha; Entous, Adam; Gibbons-Neff, Thomas (16 грудня 2022). Putin's War: The Inside Story of a Catastrophe. The New York Times.
- Smith, Christopher M. (15 березня 2022). Ukraine's Revolt, Russia's Revenge. Brookings Institution Press. ISBN 978-0-8157-3925-8. OCLC 1287616684 — через Google Books.
- Watling, Jack; Reynolds, Nick (22 квітня 2022). Operation Z: The Death Throes of an Imperial Delusion (PDF) (Звіт). Royal United Services Institute.
- Wood, Elizabeth A.; Pomeranz, William E.; Merry, E. Wayne; Trudolyubov, Maxim (15 грудня 2015). Roots of Russia's War in Ukraine. Columbia University Press. ISBN 978-0-231-80138-6. OCLC 1008637056 — через Google Books.